# الحدث (بعلبك)
عائلات الحدث : ياغي . صباغ.زغيب.ابي نادر.المعلوف .حبيقة.زعيتر .جلوان.صقر.المستراح
الحدث هي بلدة لبنانية من قضاء بعلبك في محافظة بعلبك الهرمل.

## جغرافيا
تقع بلدة الحدث بعلبك في البقاع وعلى كتف تلة على ارتفاع 1200 م وتطل على بلدات النبي رشاده وطاريا والتليلة وحزين، يحدها من الشمال كفردان ومن الغرب جرود عيون السيمان ومن الجنوب التليلة وطاريا ومن الشرق بلدة النبي رشاده.
مختارها حسني علي زعيتر وعلي عبد الكريم زعيتر
رئيس بلديتها : علي حسين زعيتر ونائبه اياد المعلوف وأعضاء البلدية:علي شحادة جلوان، حسين الرّمح، علي يوسف الحاج يونس، نوح المستراح، عادل جواد يونس وغيرهم